# Brzezina (województwo zachodniopomorskie)
Brzezina (niem. Falkenberg, nazwa przejściowa – Falenica) – osada w Polsce położona w województwie zachodniopomorskim, w powiecie stargardzkim, w gminie Dolice, położona 9 km na południowy wschód od Dolic (siedziby gminy) i 28 km na południowy wschód od Stargardu (siedziby powiatu).
W latach 1975–1998 miejscowość administracyjnie należała do województwa szczecińskiego.

## Zabytki
- park pałacowy, pozostałość po  pałacu[5].